# تيرينس ونش
تيرينس ونش (بالإنجليزية: Terence Winch)‏ هو شاعر أمريكي، ولد في 1945.